# Monocoupe 110 Special

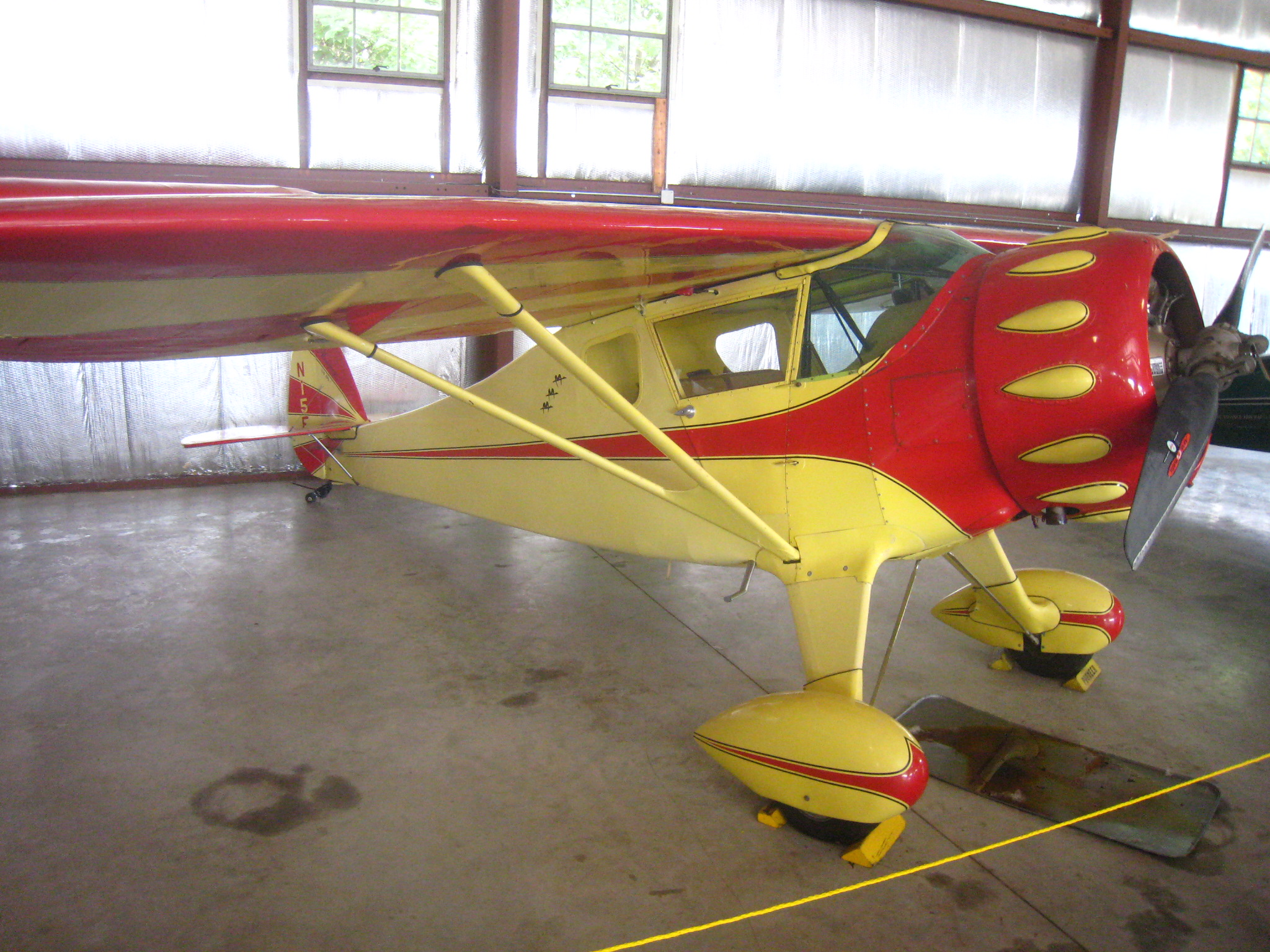
Monocoupe 110 Special

De  Monocoupe 110 Special  is een Amerikaans eenmotorig hoogdekker sport- en racevliegtuig met twee side-by-side zitplaatsen. Ontwikkeld en geproduceerd door vliegtuigfabriek Monocoupe Aircraft. De eerste vlucht vond plaats in 1931. Er zijn totaal 10 exemplaren gebouwd.

## Ontwerp en historie
De Monocoupe 110 Special is afgeleid van het Monocoupe 90 sportvliegtuig. Maar heeft een kleinere spanwijdte en een krachtiger Warner Scarab zevencilinder stermotor. Om de motor te laten passen binnen de motorkap is deze voorzien van diverse uitstulpingen. Het toestel is geconstrueerd van een mix van hout en metaal. De romp is gemaakt van metalen buizen met vormstukken van hout en duraluminium, overspannen met doek. De vleugels zijn gefabriceerd van hout met een doekbespaning en worden ondersteund door twee stijlen in V-vorm. Het vaste landingsgestel is voorzien van stroomlijn wielkappen.
Sinds 2016 bouwt Monocoupe Aircraft gemoderniseerde replica's van de Monocoupe 110 Special met een zevencilinder Scarab 185 stermotor.

## Melbourne race
In de Londen – Melbourne race van 1934 deed een 110 special mee met de registratie NC501W, genaamd 'Baby Ruth'. Het toestel viel tijdens de race uit in Calcutta (India) en is daarna terug verscheept naar de VS.

## Museumvliegtuig
Er staat een Monocoupe 110 Special racer, genaamd ‘Little Butch’, tentoongesteld in het National Air and Space Museum te Washington.